# Bobryszewo
Bobryszewo (ros. Бобрышево) – wieś (sieło) w Rosji, w obwodzie kurskim, w rejonie pristieńskim. W 2010 liczyła 749 mieszkańców.